# Родригеш
Родригез је једно од Маскаренских острва и покрајина Маурицијуса. Налази се 560 км источно од Маурцијуса, у средини Индијског океана. Величине је 109 km², и окружено је коралним гребеном. Главни град острва је Порт Матурин.
Острво има 35000 становника. Главни језик је француски, а већинска религија је католицизам. Најважније индустријске гране су обрада земље, рибарство и туризам. 
Родригез су открили Португалци 1645. године, а од 1691—1693 на острву су били Холанђани. Острво су у 18. веку колонизовали Французи, а Британци су преузели власт 1810. и ставили га под административну контролу Маурицијуса, који је добио независност 1968. године.